# 数域
数域是近世代数学中常见的概念，指对加减乘除四则运算封闭的代数结构。通常定义的数域是指复数域{\displaystyle \mathbb {C} }的子域。“数域”一词有时也被用作代数数域的简称，但两者的定义有细微的差别。

## 定义
设{\displaystyle {\mathcal {P}}}是复数域{\displaystyle \mathbb {C} }的子集。若{\displaystyle {\mathcal {P}}}中包含0与1，并且{\displaystyle {\mathcal {P}}}中任两个数的和、差、乘积以及商（约定除数不为0）都仍在{\displaystyle {\mathcal {P}}}中，就称{\displaystyle {\mathcal {P}}}为一个数域:101。用域论的话语来说，复数域的子域是为数域:5。
任何数域都包括有理数域{\displaystyle \mathbb {Q} }:103:5，但并不一定是{\displaystyle \mathbb {Q} }的有限扩张，因此数域不一定是代数数域。例如实数域{\displaystyle \mathbb {R} }和复数域{\displaystyle \mathbb {C} }都不是代数数域。反之，每个代数数域都同构于某个数域。

## 例子
除了常见的实数域{\displaystyle \mathbb {R} }和复数域{\displaystyle \mathbb {C} }以外:5，通过在有理数域中添加特定的无理数进行扩张得到的扩域也是数域。例如所有形同：
{\displaystyle a+b{\sqrt {2}},\;\;a,b\in \mathbb {Q} }
的数的集合，就是一个数域。可以验证，任何两个这样的数，它们的和、差、乘积以及商（约定除数不为0）都能写成{\displaystyle a+b{\sqrt {2}}}的形式，故仍然在集合之中:102。这个集合记作{\displaystyle \mathbb {Q} ({\sqrt {2}})}，是有理数域{\displaystyle \mathbb {Q} }的二次扩域。

### 可构造数
可构造数也叫规矩数，指的是从给定的单位长度开始，能够通过有限次标准的尺规作图步骤做出的长度数值。所有可构造数的集合记为{\displaystyle {\mathcal {C}}}，是一个数域:160-161。因为给定了两个已经做出的线段后，可以通过符合尺规作图规定的手段，在有限步内作出长度为两者长度之和、差、乘积以及商的线段。{\displaystyle {\mathcal {C}}}是{\displaystyle \mathbb {Q} }的扩域，次数为无限大，是实数域{\displaystyle \mathbb {R} }的子域:161。

### 代数数
代数数指能够成为某个有理系数多项式的根的数。所有代数数的集合记作{\displaystyle {\mathcal {A}}}，是一个数域。{\displaystyle {\mathcal {A}}}也常被称为代数数域，但与定义为“{\displaystyle \mathbb {Q} }的有限扩张”的代数数域是不同的概念。不过，每个{\displaystyle \mathbb {Q} }的有限扩张生成的域都可看作是{\displaystyle \mathbb {Q} }中加入某个代数数扩成的，所以都是{\displaystyle {\mathcal {A}}}的子域。可构造数构成的数域{\displaystyle {\mathcal {C}}}也是{\displaystyle {\mathcal {A}}}的子域。由于虚数单位i也是代数数，所以{\displaystyle {\mathcal {A}}}不是{\displaystyle \mathbb {R} }的子域。另一方面，自然对数的底e以及圆周率π都不是代数数，所以{\displaystyle \mathbb {R} }也不是{\displaystyle {\mathcal {A}}}的子域。